# 周迎堅
周迎堅（1979年10月13日—），生於新西蘭，香港籃球運動員，司職控球後衛，現時效力香港甲一籃球聯賽球隊永倫。

## 籃球生涯
周迎堅生於新西蘭，其父母同為香港人，而身為兒子的他在當地出生及讀書，到2001年他加盟新西蘭國家籃球聯賽球隊威靈頓聖徒，展開其職業籃球員生涯，直到五年後，他應香港甲一聯賽球隊永倫邀請來香港比賽，並於同年由於希望嘗試新環境，和加上其父親亦非常喜歡回來香港生活，使周迎堅以新紮居港球員身份，在香港等待一年後加盟永倫，並一直穩守球隊主力位置，惟他於加盟後首屆卻在總決賽四強不敵福建，到2011年的總決賽，周迎堅為獨取11分協得永倫在季後賽總決賽，落後兩場下連追兩場，終憑較佳發揮擊敗南華奪得總冠軍，而他於賽後當選季後賽最有價值球員，到2013年1月，雖然周迎堅到2014年才符合征戰國際賽資格，但34歲的他為讓年輕球員提供經驗，入選出戰第19屆超級工商盃的香港籃球代表隊名單，到2016年球季，他於聯賽為永倫交出96分和58籃板與40助攻。

## 球場以外
周迎堅在早年於新西蘭時，曾於電視台當NBA評述員，並已考取運動生理學學士和碩士學位，而他於2007年來香港後，於香港大學運動及潛能發展研究所擔任運動生理學家，周迎堅於新西蘭讀書時，認識新西蘭籍的女朋友Chrissy，而他們的愛情結晶品，女兒周凱淇Savannah於2010年出生，到2016年，周迎堅於無綫電視的劇集《幕後玩家》飾演林斯豪一角。

## 外部連結
- 周迎堅在fiba.basketball（英语）
- 周迎堅在Eurobasket.com（球員）（英语）